# Cabombo
Cabombo, também chamada de Cabombo-Lumai, é uma vila e comuna angolana que se localiza na província de Malanje, pertencente ao município de Marimba.